# クルル (ケロロ軍曹)
クルルは、吉崎観音作の漫画『ケロロ軍曹』およびその関連作品に登場する架空のキャラクターである。

## 人物
作中で4番目にケロロの元へ合流することとなるケロロ小隊の作戦通信参謀。
ケロン軍での階級は曹長（OR-7）。
パートナーは623（アニメではサブローが正式な名前）。

### 外見
基本体色は黄色。帽子とおなかに渦巻きマーク、渦巻き（牛乳瓶底）の眼鏡をかけている。帽子は小隊員の中で唯一スカルキャップのような形。
耳と思われる場所にヘッドフォンらしきものを付けている。これは同時に複数の音を聴くことができ、またここからアンテナを伸ばして相手の記憶を消去する電波や、相手がもっとも苦手とする不快音を発することもできる（超劇場版では「毒電波」と名前が付けられ、これが必殺技になっている）。ヘッドフォンの中にはコードや精密機械部品らしきパネルなどが収納されている。
眼鏡の下の目は数字の3のようになっている。アニメではほぼ描かれないが、一度だけ描かれたことがある。眼鏡が取れると「メガネメガネ……」と言いながら辺りを手探りで探す。精神的ダメージを受けると眼鏡にヒビが入る。
アフロのカラーはオレンジ色（アニメ第114話では紫）。
幼少時代はドロロと同じ青色であり、外的要因によって黄色くなった（後述）。また耳の部分も耳当てのような物をしていた。

### 性格
「陰気」・「陰湿」・「陰性」・「陰険」・「陰鬱」な性格であり、トラブルと自分の才能をこよなく愛する捻くれ者。自他共に認める「嫌な奴」で、「自分を嫌な奴だと思ってもらいたい」と思わせるような発言をすることもある。
趣味は嫌がらせ・機械いじり、特技は発明・ハッキング。他にも音楽も好んで聴く描写も多い。またiPodのようなリモコン（クルル曰く「オールマイティーリモコン」）をいつも所持している。
当人としてはイヤな奴なりの独特の美学を持っており、「一見やられたように見せかけて、最後の最後で勝負をちゃぶ台ごとひっくり返す」というのが好きな戦略とのこと。また「相手がすっかりいい気になったトコロでいっきに突き落とす」「やられたら一番イヤなことを最も効果的なタイミングで3倍にしてやり返す」というのも信条として挙げられている。
作中では基本的に嫌われものという設定で、ケロン星で売られるケロロ小隊のグッズの中で最も売れ残るほどの不人気キャラ。ケロロの変な作戦にも反発はしないが、やる気があるのかないのかわからないような反応を見せる。しかし、真面目になると仲間を助けるために本気になる他、お偉いさんに対して敬語で応対するなど、時おり普段の言動からは見られない他小隊メンバーにも考えられないような大胆な行動に出ることもある。

### 頭脳
子供の頃から自作でメカを発明するなど地球に来る以前から頭は良く切れ、ケロロ小隊メンバーに様々なメカを提供をする（発明品については後述の別項目にて）。
特にハッキング能力は相当なもので、かつてケロン軍本部にいた頃に遊びで作ったハックツールの改造版が、のちに地球の全ネットワークを支配できてしまったほどである。そのためにその頭脳の高さはケロン軍でもよく知られている。
日向家に仕掛けられたさまざまなギミックのいくつかは"要塞"として彼のアイデアも取り込まれており、例としては床にリフトが取り付けられていたり、壁に迎撃ミサイルが仕掛けられていたり、落とし穴が仕掛けられていたりとさまざまである。

### 好物
カレーが大好物で、ギロロに「カレー野郎」と言われるほどカレーをこよなく愛している。故に拘りも非常に強く、『ちびケロ ケロボールの秘密!?』では「一生分のカレーライスをくれ」と本気で頼んだこともある。またアニメ第227話ではわざわざ横須賀までカレーを食べに行っている他、アニメ第118話Bパートでは「ニンジン、ジャガイモ、タマ〜ネギ〜、うじょいあいぽいぽ（愛情ぽいぽいの逆読み）、もう大変♪」という変な歌を口ずさみながらカレー風呂に入っていたり、第151話Aパートでは「ホワイトデー用"激辛"ホワイトカレーチョコ」を作っていたりするなど、カレーのエピソードも数多い。
アニメ2ndシーズンまでカレーに関する話題が出てこなかったのは、ペコポン到着前、宇宙母艦「グランドスター号」に乗っていた際に母艦が宇宙海賊に襲われ、戦闘でメイン貯水タンクが破損、「飲料水確保を優先する」という規定によりトイレを流す回数を制限されたことで母艦内の人工農園で用を足さざるを得なくなり、育った母艦内の野菜を食べる気になれなかったことがしばらくトラウマになったためとされている。
クルルのカレー好きという設定を受け、秋葉原エンタまつりの際販売された『超劇場版ケロロ軍曹2』の前売り券にクルルカレーが付いてきた。
アニメ第186話における「カレーかと思って食べてみたらボルシチであった」というエピソード以降、ボルシチ好きという設定も追加されており、実際にアニメ第192話Bパートではケーキをボルシチ味に変えようとしたほど気に入った模様。その他、ピロシキ・タッカルビ・シメサバ・もんじゃ焼きも好きであることが夏美の口から明かされている。

### 経歴
ガルル中尉によれば、かつて前例のない早さで少佐まで昇進したものの、その性格が災いし軍部情報をいたずらに操作して上層部の反感を買ったため曹長に降格となったとのこと。また、本部勤務時代はガルル（当時は伍長だった）を部下に置いていたらしい。
現在の階級はケロロより1つ上の曹長であり、小隊内では最も階級が高いが、諸事情により現在はケロロが隊長を務めている。
ケロロたちと出会う前は体色がドロロと同系色の青だったが、幼い日に巨大カレーに埋まってしまい（描写ではカレー皿の底につぶされた）、肌の色が黄色に染まってしまい、そこで性格や口調も変わったとされる。
なお、このガルル中尉が直接発言するシーンは原作のみのものであり、アニメ版ではそこまで詳しく言及されることはないのだが、その代わりにアニメ第260話の『ケロ0』編にてギロロがモノローグ内で彼の過去について語るシーンがある。
地球に降り立ってからは車体機関を調査するはずだったが、本隊に見放されて以降は1人で侵略しようと企む。小隊メンバーについてもこの時は必要としていなかった他、地球人についてもかつては地球侵略をするための道具としか見ていなかったが、アンチ・バリアを難なく見破った623との壮絶な出会いを通じて不思議な友情が芽生えるようになり、その奇妙な関係性から"仲間探し"をするようになり、ケロロ小隊の4人目のメンバーとしてケロロたちのもとへ623を介して合流することとなる。
合流後は日向家の地下に作ったケロン軍秘密基地内にあるクルル専用研究施設「クルルズ・ラボ」で1人暮らしている。

### 人物関係
623（アニメではサブロー）とパートナーであり、2人は「宇宙を超えた同盟」を結んでいる。当初は改造兵の1人として狙いをつけていた最初の人物に過ぎなかったが、アンチ・バリアを見破った上に宇宙人であることに一切驚きの表情を見せなかった彼に興味を抱き、激闘の末に「ギブ&テイク」という友情をつくるようになる。623のために発明をすることもあり、「実体化ペン」は重宝されている。原作では「電波仲間」と表現されている。
小隊ではケロロとの仲は良く、ケロロの行動や発想に賞賛するシーンもある（原作での相関図は「危険な悪友」）。ギロロとは犬猿の仲で「先輩」を付けて呼んでいるものの、発明の実験台にしたり、嫌がらせを行う。
自身がへそ曲がりな性格のため、純粋で自分が対処しきれない人物は苦手。主な対象としては秋・モア・小雪が当てはまる。

### 話し言葉の特徴
一人称は「俺」もしくは「俺様」。二人称は「アンタ」または「お前さん」。
基本の一人称は「俺」メインだが、調子に乗ったりテンションが上がったりすると「俺様」になりやすい。ただし原作初登場時には「オイラ」、アニメ第161話では「クルちゃん」、アニメ第165話Aパートではヤクニン星大使に真面目に接する必要があったため「私」、アニメ第177話Bパートでは物語の展開上「俺ら」、アニメ第214話Aパートおよびアニメ第238話Aパートでは「僕」と言ったこともある。また「天才俺様」といったこともある。二人称についても「お前」のようにフランクな言い方が主となるが、目上の人には「あなた」を使うこともある。
小隊内の無線では主に「ナルト1」を使うが、ケロロの虫歯を治療する場面では「デルタ1」を使った。また、原作での表記の特徴としては「だぜェ」「だなァ」など、語尾がカタカナ小文字の母音で終わることが挙げられる。3rdシーズン以降からは「ニョ〜」ということが多くなっている。
いつも「クーックックックックッ…」と笑っている。「キシシシシシシ」と笑ったこともある。
アニメでは担当声優の子安武人が二枚目役を得意としているため、「本気になると声としゃべり方が変わる」という演出が行われている。

## 発明した道具
発明した道具は数多く存在する。原作とアニメで名称が違う発明品の場合、左が原作での名前、右がアニメでの名前とする。
夢成長促進銃（ジンセイガニドアレバガン）
撃った対象を逆成長させる銃。撃たれた対象は性格もその頃のものに戻る（ただしアニメ初登場時のみ、性格に変化がなかった）。アニメでは「人生は甘くないモード」にセットして3時間以内に撃てば戻る。
新･夢成長促進銃（オトナノカイダンノボルガン）
夢成長促進銃の改良型。見た目は夢成長促進銃と同じだが、原作では突起の形が異なり、アニメでは色違いである。撃った対象を成長させるが、夢成長促進銃と違って、時間が経過すれば勝手に元に戻る仕様になっている。秋不在で旅行に行く際、2006年までは夏美に使用される。また、夢成長促進銃のように撃った対象を逆成長させることもできる模様。
恐怖BOX
原作25話に登場。入った者が最も恐怖する体験を擬似的に再現する装置。内容が子供向けではなかったことなどからアニメでの登場は見送られた。
鬼娘専用変身銃（ワタシガダレヨリイチバンガン）
原作31話・アニメ43話Bパートに登場。撃った相手が鬼娘になってしまう銃（アニメでは特に名前は無かった）。
万能兵器化飲料ナノラ
かけた物を兵器化する。いくつかのバリエーションが存在する。冷やすと効果が倍増するらしい（超劇場版3より）。初登場時では大きさまでは変えられないと言っていたが、後に改良されたようで、超劇場版3ではガンプラにこれをかけて本物のガンダムにしたことがある（大きさも本物のガンダムになった）。
地球侵略人生スゴロクDX
原作42話・アニメ1期41話Aパート・2期10話に登場。スゴロクをする人自身をコマとし、止まったマスの命令を現実化させることができる。ゴールのマスは当然地球侵略で、地球人が先にゴールした場合はカップ麺1個が進呈される。
就職できるクスリ
その名の通り飲むだけで就職することができる薬。クルル曰く「半分はやさしさ、半分はいえないようなものでできている」。ドラム缶、ぬいぐるみ、消火器、タイヤのチューブなどを材料にして作る。不況下の地球人に売りさばいて大儲けしようと企んだ。
五月式（メイゾン）エネルギー / ケロットマーチエネルギー
原作60話・アニメ48話に登場。濃いピンク色をした気体で、吸った生命体を鬱にするエネルギー。
サツキ･メイ
メイゾン発生源の核で超高圧縮メイゾンの結合変異体。メイゾン･インパクトを起こし争う気力を奪い取ろうとした。
地球動物兵士化銃（ハコブフエルソシテタビラリガン） / ボクラハミンナイキテイル銃
原作67話・アニメ32話Aパートに登場。地球人以外の動物を撃つと見所ある兵士へと変身させる銃。有効時間や解除条件が不確定であることからクルル本人は欠陥品と判断している（アニメではそのような描写は無い）。ケロン人は地球人とは認識されず、動物と同じような扱いになっているためか、ケロン人に撃っても効果はあり（アニメ第196話より）、作中ではギロロがこの銃で人間姿になっている。
地球人動物化銃（オトコハオーカミナノーガン）
原作221話に登場。地球動物兵士化銃を強化改造した銃。地球人を動物化させることができるとのことだが、即座に夏美に没収されたため実際の効果は不明。
固定元素分解銃（コノゴロハヤリノオンナノコガン）
原作68話に登場。日向家に潜入した吉祥NW部の3人をこの銃を使って骨も残さず消そうとした。当初は映像化も考えられたが、残虐な展開になることが考えられるため見送られた。
ケロン軍製自動販売機
原作75話・アニメ58話Aパートに登場。見た目はただの自販機だが、偽金を使った者には1兆度の火の玉が降り注ぐようになっている。クルル曰く「つまんねぇ発明」。アニメに登場した弐号機（声 - 杉田智和）は「お客さん、喉渇いてますよね」などと言い、客に無理矢理ジュースを飲ませ、その分の金を強制的に巻き上げる作りになっていた。
ソウルダイバー
他人の記憶に入れる。内部・外部からの改竄も可能。
気象衛星兵器炎魔割（ひまわり） / 人工衛星こまわり
地球の天気を操れる。本来は大雪を降らせて交通網を麻痺させた上で東京を制圧してしまおうとして作ったものだったが、雪の冷たさの前に作戦は中止。後に作らなくても降ってくることに気づいて「不良債権衛星」扱いされていた。アニメでは既に5代目。
我輩野望射出装置（テンシノエノグデオモイノママニデバイス）
原作86話・アニメ82話Bパートに登場。対象を立体スキャンし、それに合わせプラスチックを成型、箱詰めのプラモとして排出する。プラスチックには万能兵器化飲料ナノラが混ぜられているため、完成したプラモは兵器として使用できる。
戦闘力はかなりのもので（ドロロを倒すほど）あるが、再現性が高すぎるため現実の力関係もそのまま反映されてしまう。
表向きの開発目的は兵器プラモの大量生産であったが、本当のところはまだ発売されていないガンプラを作り出すことというケロロの趣味丸出しの装置であった。
開発予算は非常に高額で侵略予算とケロロ･ギロロ･タママ･ドロロの給料を使用しなければ開発できなかった。そのため作戦失敗後に開発の真の目的を知ったギロロたちがケロロとクルルを袋叩きにした。
N（ぬいぐるみ）・コーティング装置
原作126話に登場。生物をぬいぐるみにする装置。作中ではケロロとギロロに使用した。欠点は自力歩行が困難になること。
地球環境活用砲（イツカノーベルショウデモモラウツモリキャノン）
原作129話・アニメ274話に登場。二酸化炭素を集約して熱線に転換して放つ大型砲。氷山を利用したケロロ小隊第二秘密基地「けろろ」（アニメでは独立侵略国家「ケロン」）による侵略作戦を知った夏美がクルルとの交換条件（乙女の大切なもの）で入手して使用し、消滅させた。
ケロン・ザ・インベーダー
原作135話に登場。装置自体は日向家の屋根の上でなければ設置できないほど大きい。ゲームの内容はいわゆる「インベーダーゲーム｣（クルル曰く「一回りしてこーゆーのが最新」）で、実際に100円硬貨を入れないと使用できない。
脳がよくなるスナック
原作139話・アニメ337話Aパートに登場（ただし、アニメではこの名前は使われていない）。ただのスナック菓子のようだがその名のとおり食べた生物の知能を進化させることができる。作中ではネズミが進化してしまい「ネオ･マウス」を名乗って決起しようとした。
（）専用変身銃（かっこかっことじせんようへんしんじゅう） / （○○）専用変身銃（かっこまるまるかっことじせんようへんしんじゅう）
原作155話・アニメ337話Bパートに登場。作中ではギロロを牛化した他に白飯が牛丼に、スナックの味も炭火ビーフ味になった。成功確率はクルル曰く「俺の気分しだい」。
解除銃（エスケートガン） / 変身解除銃
（）専用変身銃の変身解除用の銃。ギロロ丑長として暴走してしまったギロロの変身を解除するために使用した。
ケロンマンセット
原作第160話に登場。地球人をケロン軍兵士とするためのセット。空を飛ぶためのランドセルとK（きもち）660倍のパワーが出せるメット、特典キャンペーンのバッヂの3点からなっている。さらにその中でも優秀な兵士はケロン星への留学も検討した。
超時空相対性侵略装置
原作第179話に登場。時間を遅くする装置でケロロが秋からお年玉をもらう（表向きはのんびりマッタリ侵略可能となる）ことを目的に立てた「地球永久不滅お正月計画」のために開発した装置。ただし非正規品である「六次元管」を使用するなど不安定かつ未知数なところが多い装置になっている。
ケロン軍式3DTV
原作第191話･アニメ2期21話に登場。見た目は普通の3DTVだが、通常の立体視の他にフェーズ2「質量をともなう」、最終フェーズ「全部出る」の機能がある。「全部出る」の場合TVに映ったものが実体化してしまうが、元に戻す方法はない。最終的にはアリサに譲渡された。
侵略セミ化装置（仮称）
原作第203話に登場。セミの鳴き声をエネルギーにする「侵略セミ」になって侵略する「侵略や地球（いわ）にしみ入る俺の声」作戦に使用した。通常のセミよりも強い音圧や短い寿命を克服できる特徴があるが、心までは改造できずごく短い時間で虚脱状態に陥ってしまう欠点がある。
サクラ一号
原作第213話に登場。桜の花びらを完全再生エネルギーとしたもので、カプセル状にしたものでも一瞬でお風呂が沸くほどのエネルギーがある。
西澤グループとの独占供給契約を結ぶことに成功するが、枯れる寸前に少女の姿の巨大個体を形成し、北へと去っていってしまった（西澤グループとの契約も破棄された）。
イタコノミコン
原作第217話で登場。人間を幽霊に、幽霊を人間にしてしまう。実験自体は成功し、ケロロ小隊・冬樹・夏美・秋が幽霊に、お観世が人間となってしまったが、ケロロたちが物に触れなくなったため元に戻れなくなってしまった。
クルルクルルランド
原作第224話で登場。テレビやパソコンなどのあらゆる電子機器をハッキングして、立体化することができる侵略オンラインゲーム。運営者がクルル自身なのでログインしてきたケロロをステータスをいじって完膚なきまでに打ち破った。
最終的にケロロが電脳攻撃（サイバーパンチ）という名の直接殴打でクルルを倒したことで機能停止した。
試作型実体化ペンクレヨン（プロトタイプマテリアルペンクレヨン）
原作第227話で登場。623の持つ実体化ペンのプロトタイプで性能はほぼ同じ。実体化ペンを欲しがった新ケロロに与えた（ただし1回100円のガチャガチャに入れて400円使わせた）。
様々な絵を描いて実体化させたが、地球を描いて出そうとして壊れてしまう（クルル曰く「試作品でそんなことするから」）。ただし一部の絵はペンが壊れた後も実体化したままになっている。
イマアナタノコエガキコエルシステム
アニメ版第134話Aパートに登場。アンテナとマイクのセットで、アンテナを頭に付けられた者をマイクで音声操作して動かす。宇宙ノド風邪で声が出なくなったケロロに使用し、ドロロ以外の小隊メンバーと日向姉弟とモアがケロロを思い通りに動かしていった。ケロロはトイレに行きたい気持ちと激しい怒りで宇宙ノド風邪を治すが、トイレには間に合わずに失禁してしまう。翌朝、宇宙ノド風邪に感染した面々に自分が受けたのと同じ仕打ちを与えた。ケロロが皆からお仕置きされるオチが多い中、この回は酷い目に遭わされたケロロが最後に報復するという原作アニメ版を通じても極めて珍しいオチとなった。
天の道を往き 総てを司る銃（てんのみちをゆき、すべてをつかさどるじゅう）
アニメ327話Bパートに登場。この銃から出る光線を浴びた物体は、1秒を1週間の長さに感じる「ケロックアップ」という状態になる。しかしケロックアップの間、光線を浴びていない物体を自由に動かすことはできないため、ケロロ小隊は1週間の間、他者との交流ができず、食料や水にもありつけず餓死寸前になっていた（ただし、光線を浴びていない物は1秒しか経過していない）。

## その他のエピソード
- 作者の吉崎観音によると、クルルは「ケロロ小隊以外受け入れ先がないような奴という事で考えたキャラクター」らしい。人物像については「嫌な奴」「変な奴」と称しており、理由については「何でもできるという便利さを一人で牛耳っているのがなにはともあれ一番嫌な奴だろうと考えました」と語っている[13]。
- 吉崎は一番書きにくいキャラクターとしてクルルの名を挙げている[14]。
- ケロロ軍曹連載計画段階では、クルル曹長ではなく、ロロロ曹長（現在のクルル曹長と外見はほとんど同じ）がケロロ軍曹たちの仲間に計画されていた[要出典]。
- 『ケロロRPG 騎士と武者と伝説の海賊』の予約特典のクリアファイルに『テイルズ オブ ジ アビス』のジェイド・カーティスに捕獲されているイラストがある。これはクルルの声優・子安武人がジェイドの声と担当していたためである。ゲーム中で占い師から「ネクロマンサーと呼ばれたことがあるか？」と言われる（これもジェイドと関係している）。ある条件を満たすとジェイドの技を覚える。
- 『けものフレンズ』とのコラボレーションにて、アニマルガールとなったクルルが登場[15]。声は宇和川恵美が担当する。

## コスプレ・変身
クルルドラゴン
『超劇場版ケロロ軍曹 撃侵ドラゴンウォリアーズであります!』において竜の書の力を受けドラゴンの姿となったクルル。他のドラゴン化したケロロ小隊が2本角なのに対しクルルのみ1本角なのが特徴で腕も機械風になっている。また、耳の部分についているヘッドホンから触手状の物が伸びておりそれを使ったハッキングや放電攻撃を得意とする。いつも掛けているメガネをかけておらず、その代わりとして他のメンバーと違い瞳が三重丸のような形状になっている（アニメ第356話Aパートで再度変身したときは普通の目）。